# Мальгінов Петро Михайлович
Петро Михайлович Мальгінов (1889, місто В'ятка, тепер місто Кіров Російська Федерація — розстріляний 1937?) — радянський діяч, залізничник, начальник кількох залізниць, у тому числі Катерининської залізниці.

## Біографія
Народився у родині службовця.
Учасник Громадянської війни в Росії. Член РКП(б).
У 1926—1928 роках — начальник Катерининської залізниці у місті Дніпропетровську.
У 1928—1930 роках — начальник Забайкальської залізниці.
У 1930—1935 роках — член Правління Китайсько-Східної залізниці у місті Харбіні.
1937 року заарештований органами НКВС. Розстріляний.